# Pontella spinicauda
Pontella spinicauda is een eenoogkreeftjessoort uit de familie van de Pontellidae. De wetenschappelijke naam van de soort is voor het eerst geldig gepubliceerd in 1937 door Mori.